# Давид ди Донателло 1966
11-я церемония вручения наград премии «Давид ди Донателло» состоялась 6 августа 1966 года, в Театре в Тавромении.

## Победители

### Лучшая режиссура
- Алессандро Блазетти — Я, я, я и другие (ex aequo)
- Пьетро Джерми — Дамы и господа (ex aequo)

### Лучший продюсер
- Анджело Риццоли — Прощай, Африка (ex aequo)
- Дино Де Лаурентис и Луиджи Лураши — Библия (ex aequo)
- Пьетро Джерми и Роберт Хаггиаг — Дамы и господа (ex aequo)

### Лучшая женская роль
- Джульетта Мазина — Джульетта и духи

### Лучшая мужская роль
- Альберто Сорди — Лондонский туман

### Лучший иностранный режиссёр
- Джон Хьюстон — Библия

### Лучший иностранный продюсер
- Кэрол Рид — Муки и радости

### Лучшая иностранная актриса
- Джули Эндрюс — Звуки музыки

### Лучший иностранный актёр
- Ричард Бёртон — Шпион, пришедший с холода

### Targa d’oro
- Марио Кьяри
- Винченцо Лабелла
- Джузеппе Ротунно
- Розанна Скьяффино
- Лана Тернер